# Biskupi Chongqing
Biskupi Chongqing – rzymskokatoliccy biskupi mający swoją stolicę biskupią w Chongqing, obecnie w Chińskiej Republice Ludowej. W Chongqing mieściła się stolica wikariatu apostolskiego (1856 - 1946) i archidiecezji (1946 - nadal).

## Ordynariusze
Do arcybiskupa Louisa Gabriela Xaviera Jantzena wszyscy ordynariusze byli Francuzami. Następcami Jantzena mianowano już Chińczyków.

### Wikariusze apostolscy Wschodniego Syczuanu
- Eugène-Jean-Claude-Joseph Desflèches MEP (2 kwietnia 1856 - 20 lutego 1883)
- Eugène-Paul Coupat MEP (20 lutego 1883 - 26 stycznia 1890)
- Laurent Blettery MEP (2 września 1890 - 17 sierpnia 1891) zrezygnował przed przyjęciem sakry biskupiej
- Célestin-Félix-Joseph Chouvellon MEP (25 września 1891 - 11 maja 1924)

### Wikariusz apostolski Chongqingu
- Louis-Gabriel-Xavier Jantzen MEP (16 lutego 1925 - 11 kwietnia 1946)

### Arcybiskupi Chongqingu
- Louis-Gabriel-Xavier Jantzen MEP (11 kwietnia 1946 - 24 października 1950)
- sede vacante (być może urząd sprawował biskup(i) Kościoła podziemnego)
- Peter Luo Beizhan (1993 - 26 marca 2001)
- sede vacante

## Arcybiskupi bez mandatu papieskiego
Archidiecezją Chongqing rządziło dwóch, nieuznawanych przez Stolicę Apostolską, arcybiskupów. Należeli oni do Patriotycznego Stowarzyszenia Katolików Chińskich i zostali mianowani z polecenia komunistycznych władz chińskich bez zgody papieża. Byli to:
- Shi Mingliang (1963 - ?)
- Simon Liu Zongyu (1981 - 30 września 1992)